# Vương Thiệu Đỉnh
Vương Thiệu Đỉnh (chữ Hán: 王紹鼎, bính âm: Wang Shaoding, ? - 857), tên tự là Tự Tiên (嗣先), là Tiết độ sứ Thành Đức dưới triều đại nhà Đường trong lịch sử Trung Quốc.
Sử sách không nêu rõ Vương Thiệu Đỉnh chào đời vào lúc nào. Gia tộc họ Vương của ông kể từ ông nội Vương Đình Thấu giết Điền Hoằng Chánh năm 821, đã nắm được quyền cai quản Thành Đức, bán li khai với chính quyền trung ương. Cha ông là Vương Nguyên Quỳ lên nối nghiệp từ năm 834, thành hôn với công chúa Thọ An, sinh ra ông và Vương Thiệu Ý. Dưới thời cha, ông được phong làm Đại đô đốc phủ tả tư mã ở Trấn châu, Tiết độ phó sứ, Đô tri binh mã sử. Năm 854, Vương Nguyên Quỳ qua đời, đến năm sau tin tức đến chỗ triều đình Trường An. Đường Tuyên Tông theo tục lệ cha truyền con nối của các trấn ở Hà Bắc, chấp thuận cho Vương Thiệu Đỉnh làm quyền Tiết độ sứ, sau đó chính thức phong làm Kiểm giáo Công bộ thượng thư, Trấn châu phủ trưởng sử, Thành Đức quân tiết độ sứ, quan sát sứ tứ châu Trấn Ký Thâm Triệu, gia Quang Lộc đại phu, Thượng thư Tả phó xạ.
Sau khi lên làm Tiết độ sứ, Vương Thiệu Đỉnh tỏ ra tàn bạo và khắc nghiệp, uống rượu thâu đêm suốt sáng, và thích buộc những người tù nhân lại, rồi đưa họ lên thành, dùng đạn bắn vào ngực cho họ ngã xuống, lấy đó làm vui. Binh sĩ trong trấn rất không hài lòng và mưu tính lam phản. Tuy nhiên sự việc chưa kịp tiến hành thì Vương Thiệu Đỉnh đã qua đời vào tháng 7 năm 857, sau 2 năm làm Tiết độ sứ (theo Cựu Đường thư thì chỉ có mấy tháng). Được truy tặng làm Tư không, ban 300 đoạn bố bạch, 200 thạch mễ túc, sau tặng Tư đồ, Thái úy và cuối cùng là Thái phó. Do hai con của Vương Thiệu Đỉnh đều còn nhỏ tuổi, nên binh sĩ ủng hộ người em là Vương Thiệu Ý lên nắm quyền, triều đình nhà Đường đồng ý công nhận. Về sau khi Vương Thiệu Ý qua đời, con trai ông là Vương Cảnh Sùng mới được lên ngôi Tiết độ sứ.